# Granatnik przeciwpancerny

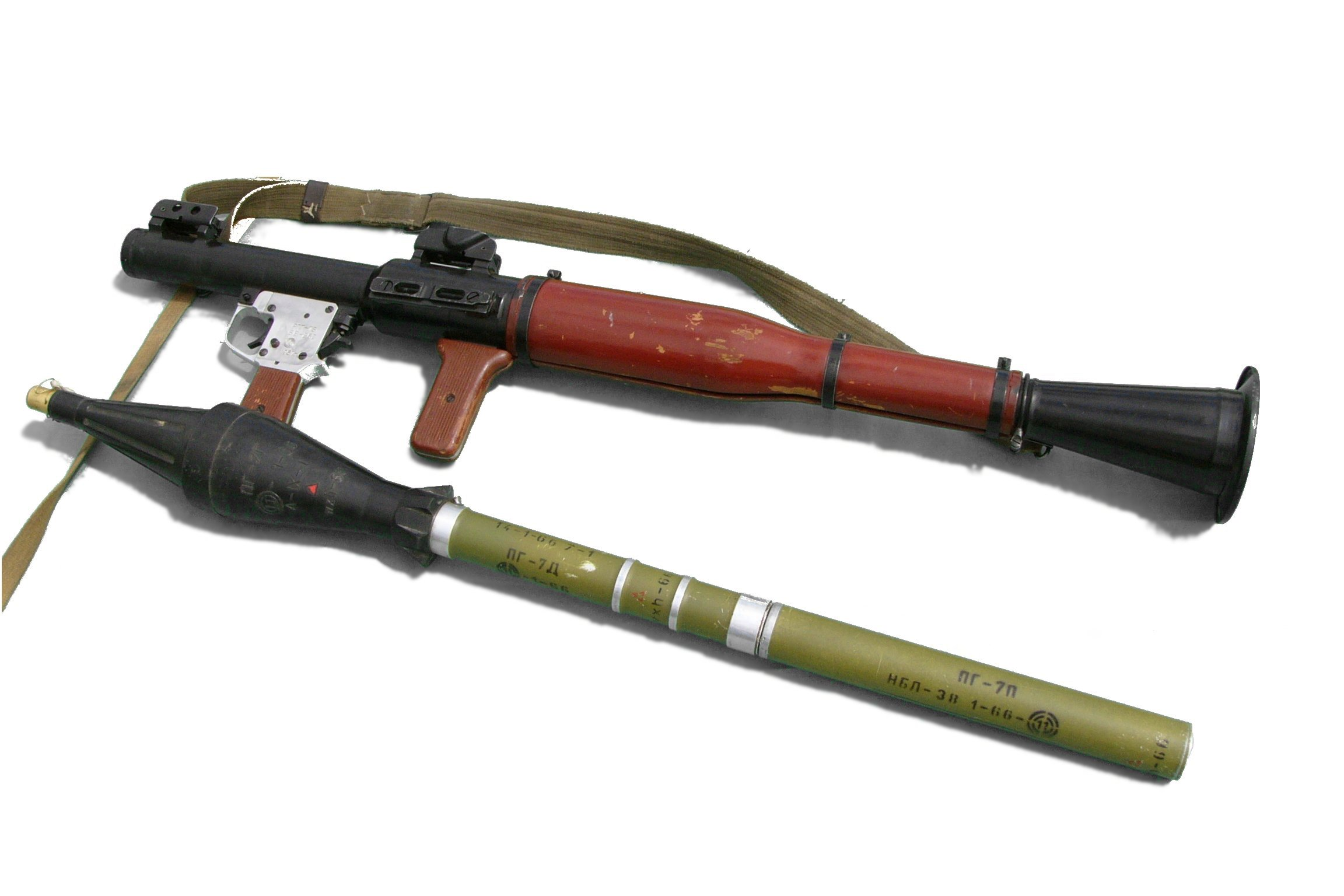
Granatnik RPG-7

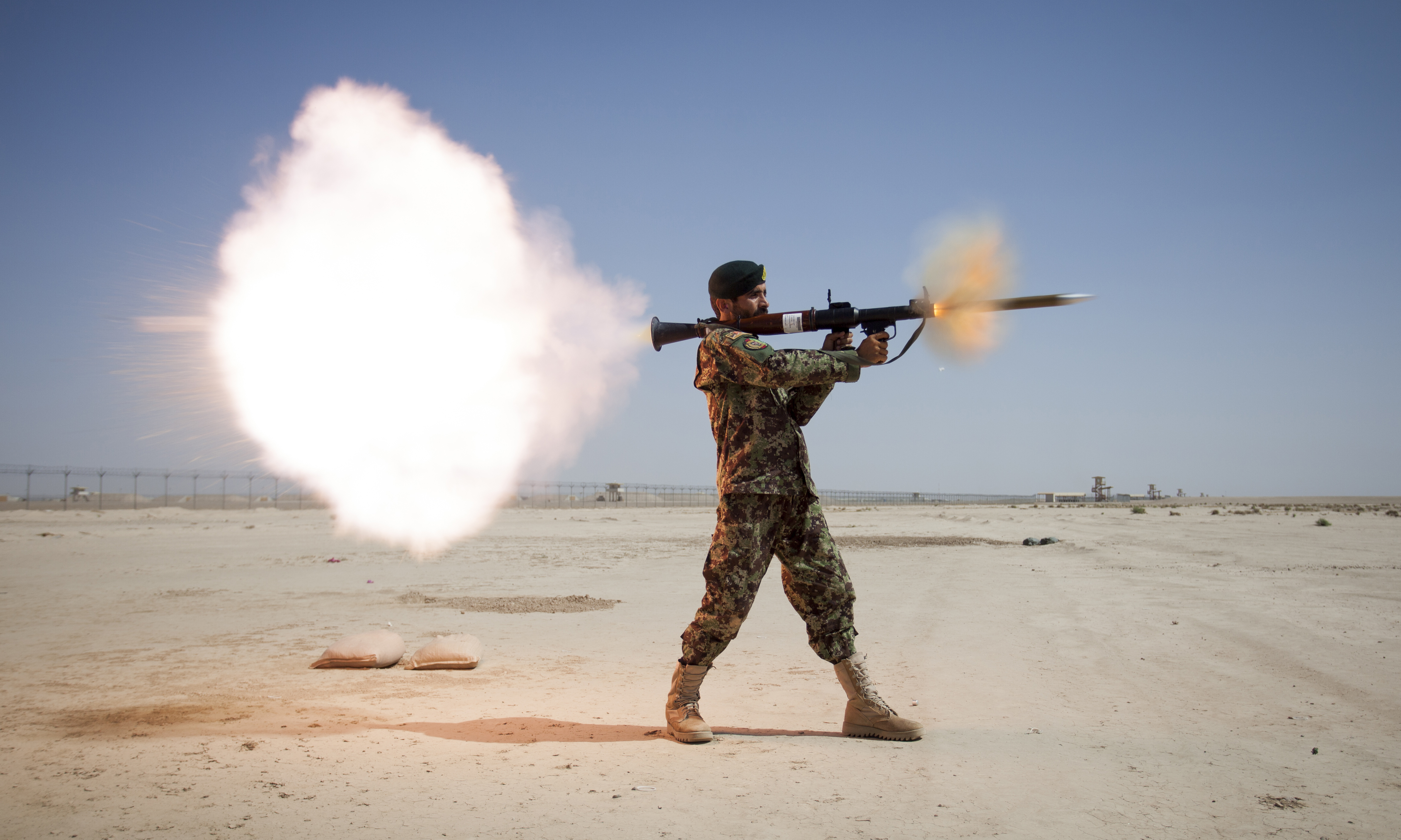
Wystrzał z bezodrzutowego granatnika przeciwpancernego RPG-7

Granatnik przeciwpancerny (dawniej: pancerzownica) – rodzaj granatnika przeznaczonego do niszczenia wozów bojowych i umocnień polowych.

## Charakterystyka
Granatnik przeciwpancerny może być bronią indywidualną lub zespołową. Jego kaliber zwykle nie przekracza 115 mm. Może być bronią jednorazowego lub wielokrotnego użytku. Strzela pociskami kumulacyjnymi, kalibrowymi (o średnicy równej kalibrowi granatnika) lub nadkalibrowymi (o średnicy większej niż kaliber broni).

## Podział
W zależności od rodzaju napędu pocisku:
- granatniki bezodrzutowe – pocisk jest napędzany energią gazów, powstałych podczas wybuchu ładunku miotającego w częściowo otwartej od strony wlotu lufie
- granatniki rakietowe – pocisk jest napędzany silnikiem rakietowym na paliwo stałe
- kombinowane – pocisk otrzymuje wstępny napęd w lufie przy pomocy ładunku miotającego, a następnie, na torze lotu, w bezpiecznej dla strzelca odległości uruchamia się silnik rakietowy